# هاکون ششم نروژ
هاکون ششم (نروژی: Håkon؛ ۱۳۴۰ – ۱۳۸۰) یک پادشاه سوئد اهل نروژ بود.